# Эгембердиев, Табылды Бердигулович
Табылды Бердигулович Эгембердиев (кирг. Табылды Бердигулович Эгембердиев; (Чуйская область, Жайылский район,долина Суусамыр, село Кызыл-Ой 14 января, 1951 года - 16 мая, 2015 года, Бишкек) — киргизский управленец и предприниматель, основатель, основной владелец и президент ЗАО «Шоро», создатель Этнографического комплекса Супара и Супара Чункурчак, архитектор, публицист, общественный деятель. Занимал 22 место в топ-100 самых богатых людей Кыргызстана с состоянием в 180-200 миллионов долларов США .

## Биография
Родился 14 января 1951 в селе Кызыл-Ой(Джайылский район) Чуйской области.
В 1992 году основал ЗАО «Шоро», предприятие по производству и распространению безалкогольных напитков. ЗАО «ШОРО» один из лидеров пищевой промышленности Кыргызстана. Основные бренды компании «Шоро» — национальные напитки «Максым Шоро», «Чалап-Шоро», «Жарма-Шоро», «Бозо-Шоро». Также компания выпускает серию минеральных и родниковых вод, таких как: негазированная родниковая вода «Tien Shan Legend»; газированная родниковая вода «Байтик»; минеральная газированная вода «Ысык-Ата».
В 2009 году в пригороде Бишкека построил этнографический комплекс «Супара», в 2014 году закончил 30 % задуманного проекта Супара Чункурчак.
С 2011 года Президент федерации ордо Кыргызстана.

## Личная жизнь и семья
Отец-Эгембердиев Бердигул, 1900 года рождения.
Мать-Эгембердиева Суйун, 1929 года рождения.
Брат − Эгембердиев Жумадил Бердигулович.
Сестра − Эгембердиева Анаркан Бердигуловна.
Имеет 3 сына и 3 дочери. Айдар, Кайрат, Алмаз и Айдана, Салтанат, Назгул. Трое состоят в браке. 10 внуков.
Супруга- Турганбаева Жанылсынзат Турдакуновна.

## Смерть
16 мая 2015 года скончался в Бишкеке, после продолжительной болезни, в ноябре 2014 года в Германии поставили диагноз после операции. Диагноз: мезотелиома плевры. Длительное время проходил лечение в Германии.

## Награды
- Медаль «Данк» (Кыргызстан) — «за плодотворную деятельность в условиях рыночной экономики».